# Гута-Кошари
Гута-Кошари (пол. Huta Koszary) — село в Польщі, у гміні Беліни Келецького повіту Свентокшиського воєводства.
Населення — 210 осіб (2011).
У 1975-1998 роках село належало до Келецького воєводства.

## Демографія
Демографічна структура на день 31 березня 2011 року:
|          | Загалом | Допрацездатний вік | Працездатний вік | Постпрацездатний вік |
| -------- | ------- | ------------------ | ---------------- | -------------------- |
| Чоловіки | 101     | 12                 | 77               | 12                   |
| Жінки    | 109     | 21                 | 65               | 23                   |
| Разом    | 210     | 33                 | 142              | 35                   |